# العمارة في فنزويلا
العمارة في فنزويلا (بالإسبانية: Arquitectura de Venezuela)‏ هو الفن المعماري الذي صممه المهندسين المعماريين في فنزويلا وخارجها. وهذا الفن هو مزيج بين ثقافة السكان الأصليين الفنزويلين وبين ما تبنته البلاد جراء التثاقف الفني بين الثقافات المختلفة ضمن مشروعها المعماري، والذي بدأ في فنزويلا منذ وصول الإسبان في الأراضي الفنزويلية.

## معرض الصور

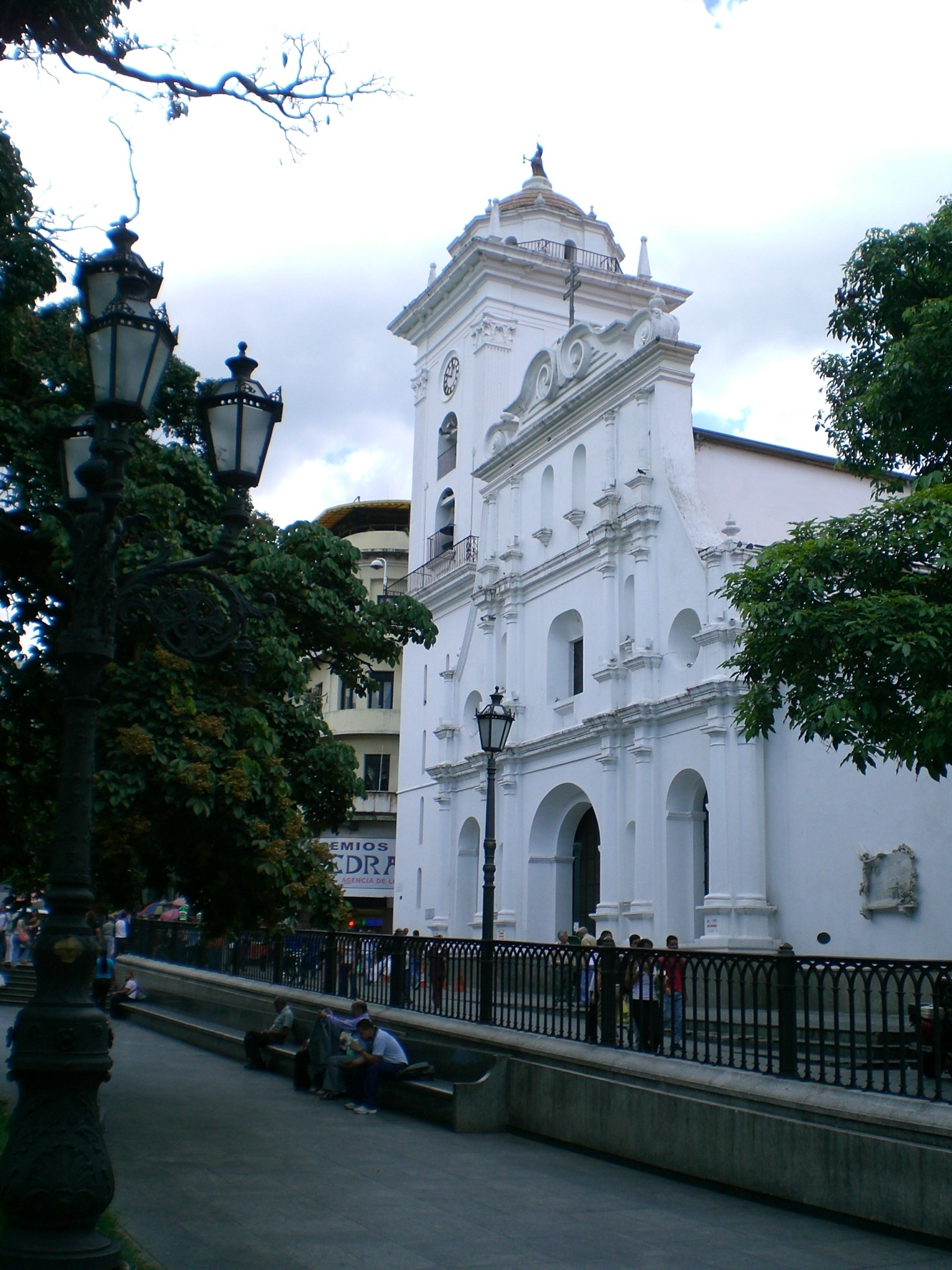
كاتردائية كاراكاس

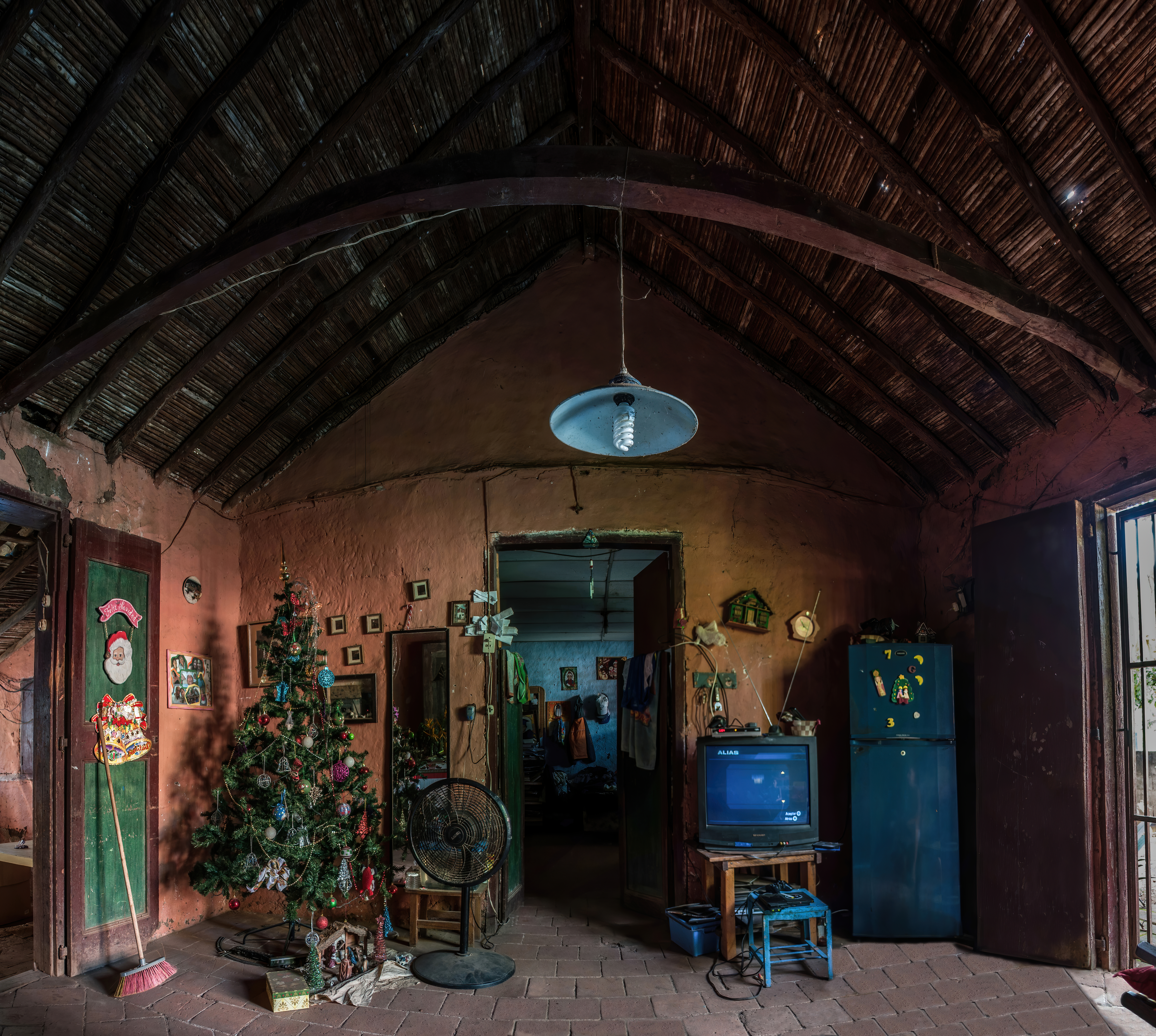
منزل نموذجي قديم في جزيرة مارجاريتا.
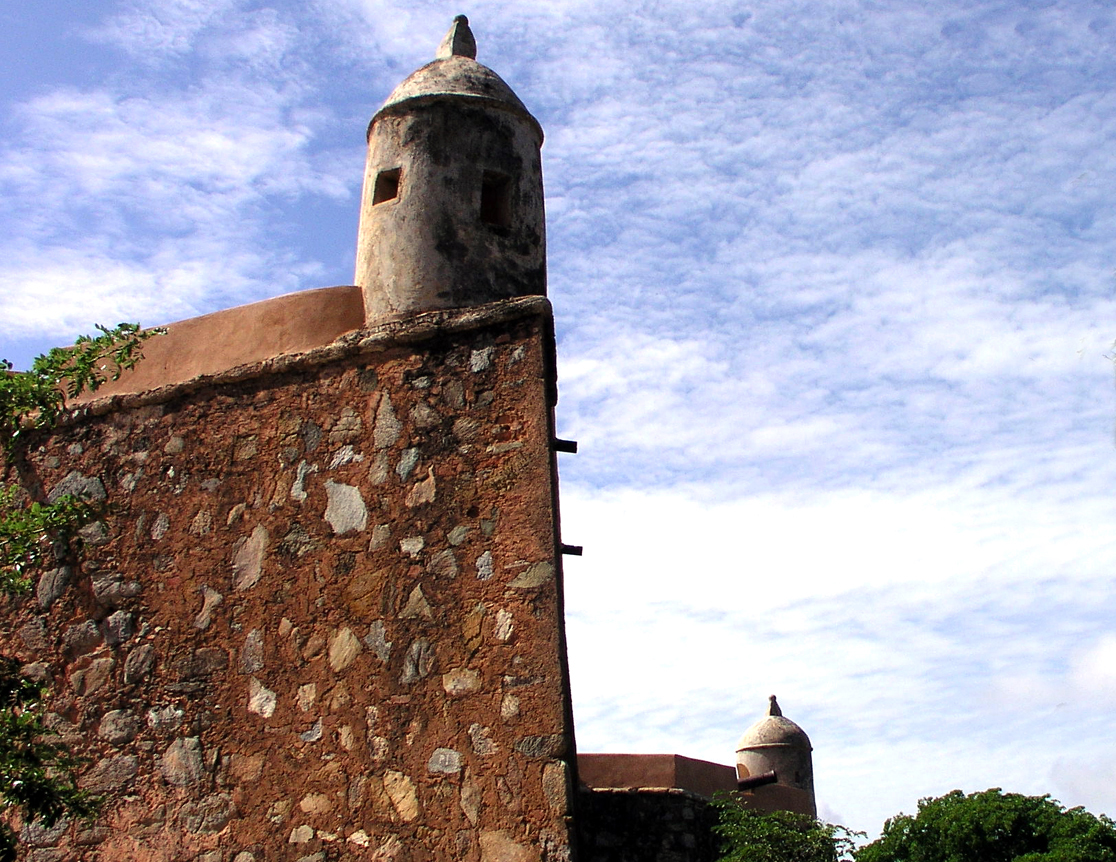
جانب من قلعة سانتا روسا.
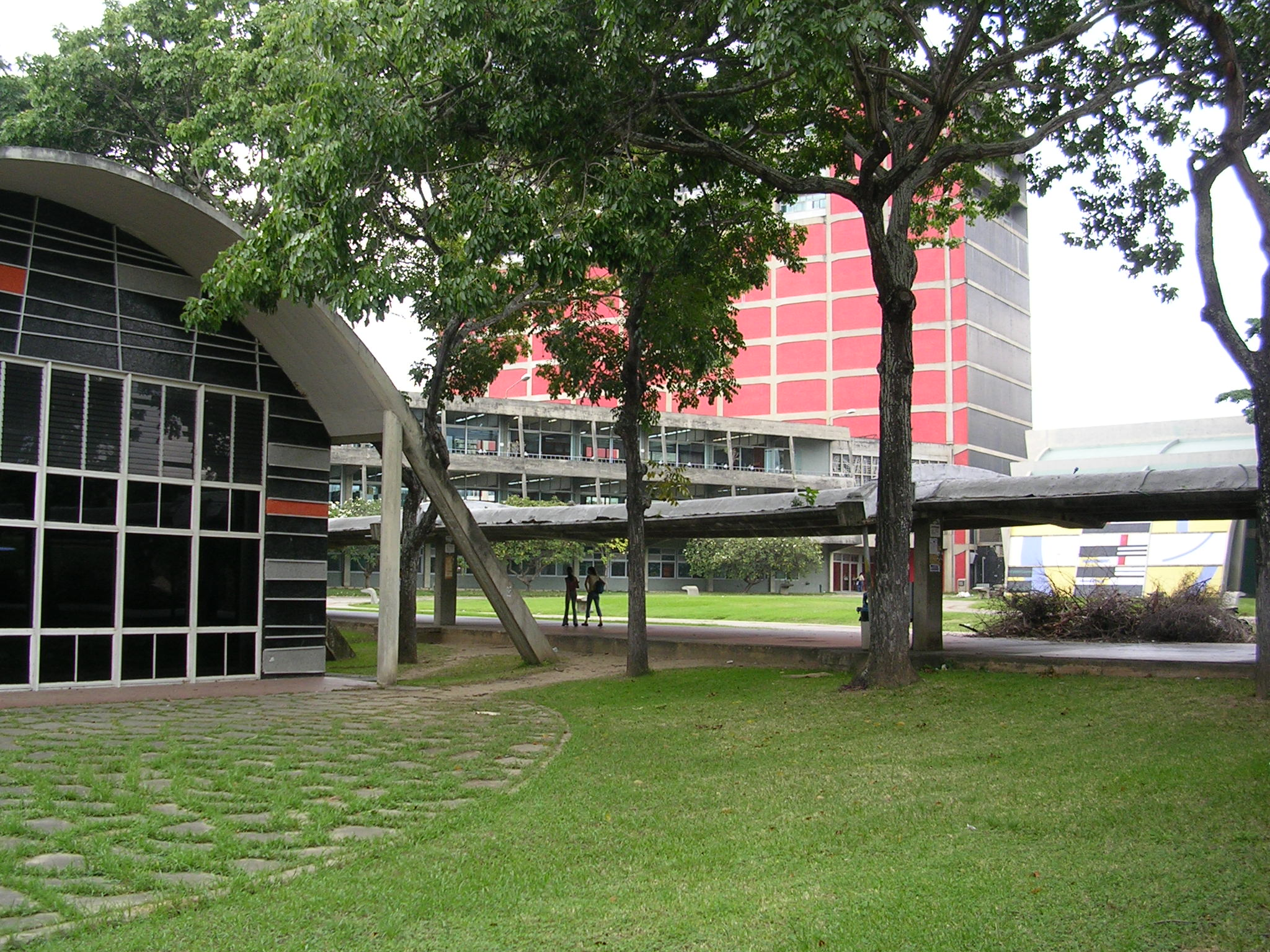
المدينة الجامعية بكاراكس.